# Eusandalum sanguinipes
Eusandalum sanguinipes är en stekelart som beskrevs av Girault 1925. Eusandalum sanguinipes ingår i släktet Eusandalum och familjen hoppglanssteklar. Inga underarter finns listade i Catalogue of Life.